# Nicholas Heiner
Nicholas Heiner (Enkhuizen, 20 april 1989) is een Nederlands zeezeiler. Hij werd in 2014 wereldkampioen in de Laserklasse tijdens het WK in het Spaanse Santander. In 2017 maakte hij de overstap naar de Olympische Finnklasse, waar hij in de huidige wereldranking eerste staat.
Heiner heeft een relatie met Nieuw-Zeelandse zeilster Molly Meech. Hij is de zoon van zeiler Roy Heiner en woonachtig in Enkhuizen.

## Carrière
Nicholas Heiner zeilde tot zijn 27ste in de Olympische Laserklasse. Na winst op de wereldkampioenschappen in 2014 stapte hij in 2017 over naar de Olympische Finnklasse. Naast de Laser en Finn zeilde hij voordien onder meer de Optimist, 420, 470, 49er en Volvo 60 klasse. Hij was onderdeel van Whitebread 30: Team Heiner Talents 2008-2009, Mumm30: Tour de France a la Voile, Team Delft Challenge 2008 en GC32 Racing Tour: Orange Racing 2016. In totaal werd Heiner zes keer Nederlands kampioen. 

### Laserklasse
Nicholas Heiner was actief in de Olympische Laserklasse. Op 18 september 2014 werd hij wereldkampioen in het Spaanse Santander voor de Australiër Tom Burton en de Brit Nick Thompson, die respectievelijk tweede en derde werden. Met dit behaalde resultaat voldeed Heiner aan de eis van NOC*NSF betreffende deelname aan de Olympische Spelen 2016 in Rio de Janeiro. Echter liep hij de Nederlandse ticket voor de Olympische Spelen 2016 uiteindelijk mis. Voor zijn prestaties in 2014 ontving hij in dat jaar de Conny van Rietschoten Trofee, de belangrijkste zeilprijs van Nederland, met de titel 'Zeiler van het Jaar'.

### Finnklasse
In 2017 maakte Heiner de overstap naar de Olympische Finnklasse. In zijn debuutjaar in de Finn won Heiner in Aarhus een WK Testevent. Gedurende 2017 trainde de toen 27-jarige Heiner 18 kilo aan spieren bij om optimaal te kunnen presteren in de Finn. Later in 2017 veroverde Heiner op het Balatonmeer ook de bronzen medaille op het Wereldkampioenschap in de Finn klasse. In 2019 won hij de zilveren medaille op het Wereldkampioenschap Finn in Melbourne.
Ondertussen richt Heiner zich op de Olympische Spelen in 2021 in Tokio, Japan. De Olympische Spelen in Tokio zijn de laatste Olympische Spelen waarin de Finn wordt gevaren. Na de race voor goud in Tokio verlegt Heiner zijn aandacht naar The Ocean Race.